# Parakiefferiella lagorum
Parakiefferiella lagorum är en tvåvingeart som beskrevs av Wiedenbrug och Andersen 2002. Parakiefferiella lagorum ingår i släktet Parakiefferiella och familjen fjädermyggor. Inga underarter finns listade i Catalogue of Life.